# Pretor
Pretor je bio stalni zamjenik konzula u rimskoj Republici. Potreba za uvođenjem funkcije pretora bio je porast upravnih zadaća o kojima se morao brinuti sam konzul. Osim toga pretori su bili uspostavljeni za pojedine novoustanovljene rimske provincije.
- Pretor urbanus – odgovarao je za pravno stanje unutar grada i tumačenje pravnih normi
- Pretor peregrinus  - rješavao je pravne sporove između rimskih građana i stranaca

Pretori su, osim pravnih funkcija, u carsko vrijeme bili zaduženi i za igre, a po isteku mandata imenovani su bili upraviteljima rimskih provincija.